# 巴拉圭
巴拉圭共和國（西班牙語：República del Paraguay），通稱巴拉圭（西班牙語：Paraguay），是位於南美洲的主權國家，也是位於南美洲的內陸國家，地據巴拉圭河兩岸。其南邊國境完全與阿根廷接壤，東北與西北角則分別是巴西與玻利維亞，為南美洲国家联盟和南方共同市場的成員國。首都和最大城市為亞松森。尽管巴拉圭是内陆国家，但巴拉那河和巴拉圭河沿岸港口的船只也可以通过巴拉那河-巴拉圭河水路通往大西洋。
巴拉圭是一个发展中国家，也是南方共同市場、联合国、美洲国家组织、不结盟运动以及利馬集團的成员及创始国之一。此外，位于亚松森大都会区的卢克市是南美洲足球協會的总部所在地。
巴拉圭宪法声明它是一个多元文化和双语国家，西班牙语和瓜拉尼语同为官方语言。在该国，有87％的居民会说瓜拉尼语。该语言的口头和书面使用受到瓜拉尼语言学院的管理。美國中央情报局《世界概况》指出，巴拉圭的15岁以上識字率超过94％，预期寿命为78.1岁。它在人类发展指数中排名全球第98位，2019年为0.728分，虽是高人类发展指数国家，但仍低于世界平均水準。巴拉圭经济结构是11.4％为农业和畜牧部门，33.5％为工业部门，47.5％为服务业，金融业为7.6％。有经济持续衰退、贫穷普遍的現狀和政治压迫的历史。

## 歷史
巴拉圭原為印地安人瓜拉尼族定居之地，1525年由葡萄牙人阿雷克索·加西亞發現，1537年西班牙殖民團體首建亚松森市。5年後天主教耶穌會傳教士也前往该地傳教並教授當地人農牧及手工藝。1767年西班牙殖民者把耶稣会教士驱逐。18世纪，巴拉圭地區是南美洲最大的人口集中地區。
1811年5月15日時巴拉圭脫離西班牙独立，此后该国长期由弗朗西亚实行獨裁統治，直到他1840年逝世。弗朗西亚死后，法學教授卡洛斯·安东尼奥·洛佩斯成为巴拉圭总统，始採較開放之政策，從事農工商業各項建設。1844年巴拉圭再設議會，已初具獨立國家規模。
洛佩斯之子弗朗西斯科·索拉诺·洛佩斯於1862年繼掌政權，醉心軍國主義。1865年至1870年間，巴拉圭發動了拉丁美洲史上最慘烈的戰爭——巴拉圭戰爭，在5年之間，巴拉圭因為與阿根廷、巴西和烏拉圭三國所合組的聯盟對抗作戰，折損了全國約2/3的成年男子人口與諸多领土，也造成該國在戰後半世紀經濟停滯。
1932年至1935年的大厦谷战争中，巴拉圭战胜玻利维亚，從玻國取得大片大廈谷地區。翌年巴玻戰爭之統帥埃斯蒂加里维亚出任總統，旋於1940年8月重頒憲法，分區治理，政治漸上軌道。
1947年，巴國發生為期六個月之內戰後由紅黨執政。1954年，屬紅黨的斯特罗斯纳將軍發動政變，同年9月當選總統，嗣獲一再連任迄1989年2月，始為罗德里格斯將軍發動軍事政變推翻。从此開始實行民主制度选举总统。

## 政治
巴拉圭實行民主共和制，採取行政、立法、司法三權分立，總統是國家元首及政府最高決策者，是由人民選舉產生，任期5年。國會由參議院及眾議院兩院組成，現有參議員45人、眾議員80人。
巴拉圭的民主政制始於1989年軍事政變，1989年5月大選舉後軍方即還政於民，軍方雖然仍具影響力，但均己適應民主選舉。1993年5月9日巴國舉行總統大選，由執政紅黨所推舉之候選人瓦斯莫西當選，並於同年8月15日就職，成為巴40年來第一位民選文職總統，巴國遂轉為文人政府。1998年5月10日巴拉圭舉行總統大選，由執政紅黨所推舉之候選人庫瓦斯（Raul Cubas Grau）及副總統候選人阿加尼亞（Luis Maria Argana）當選，於8月15日就職。1999年3月間副總統阿氏遇刺身亡，造成政局不安，總統庫瓦斯因與軍事強人歐威多將軍涉及暗殺案而被迫宣佈辭職流亡巴西。巴拉圭政府依憲法由國會議長岡薩雷斯繼任總統。他的任期經巴拉圭最高法院裁定至2003年8月，並籌組由紅、藍及國家組合黨組成之聯合政府。2000年8月巴舉行副總統補選，由反對黨真正激進自由黨（藍黨）候選人佛朗哥（Julio Cesar Franco）當選。
上任總統尼卡諾爾·杜阿爾特·弗魯托斯於2003年當選，屬紅黨，上任後致力於政經改革，微有收效。
2008年4月，費爾南多·盧戈在大選勝出，成為新任總統，並邀請自己的親生姐姐擔任第一夫人。在未擔任總統前，盧戈原是一位主教，在該國廣大的貧窮人口中擁有非常高的支持度。
2012年6月發生警察與農民的武裝衝突事件，為此事件費爾南多·盧戈被参議院舉行一場院內投票後彈劾下台。費德里科·弗朗哥為當時的副總統，發生此事件後擔任臨時總統，直到2013年總統選舉後新任總統奥拉西奥·卡特斯就職。
費爾南多·盧戈被彈劾下台的事情遭到許多鄰近國家以及南美共同市場的反對認為此決定未遵守程序且違反民主。

## 外交

### 與美國關係
美国是巴拉圭最重要的盟邦，兩國于1861年建交，在打击国际犯罪、缉毒合作、反恐问题上与美积极配合，但在出兵伊拉克、向古巴派遣人权观察员及建立美洲自由貿易區等问题上未给予美支持。2005年8月，時任美国国防部长拉姆斯菲尔德访巴，美巴军事合作进一步加强。2006年5月，巴國副总统卡斯蒂略尼访美。2008年10月，卢戈总统访问美国。2009年12月和2010年11月，美国总统奥巴马特使、国务院西半球事务助理国务卿巴伦苏埃拉两度访巴。2017年4月，美国务院负责西半球事务的临时助理国务卿帕尔米耶里访巴。2018年7月，时为巴拉圭候任总统的阿夫多访问美国。2019年4月，总统阿夫多与美国国务卿蓬佩奥会面。

### 與巴西關係
同巴西保持传统友好关系。巴西在政治、经济、文化等方面对巴拉圭有较大影响，是巴拉圭在南方共同市场最重要的贸易伙伴，两国签订有多项双边合作协定。2008年9月和2010年5月，卢戈总统两次访问巴西。2011年6月，巴西总统罗塞芙访问巴拉圭并出席第41届南共市首脑会议。2013年9月、2017年8月卡特斯总统访问巴西。2016年8月，卡特斯总统赴巴西出席里约奥运会开幕式。2018年6月，时为巴拉圭候任总统的阿夫多访问巴西。2019年1月，阿夫多总统赴巴西出席巴西新总统博索纳罗就职仪式。

### 與阿根廷關係
巴阿双方经贸关系密切，在水电合作上成果显著。2010年5月，卢戈总统赴阿根廷卡达莱斯出席南美国家联盟特别首脑会议。8月，阿外长蒂梅尔曼对巴进行工作访问。2016年5月，卡特斯总统访问阿根廷。2018年6月，时为巴拉圭候任总统的阿夫多访问阿根廷。

### 與日本關係
日本和巴拉圭最早於1919年11月17日建立外交关系。第二次世界大战爆发后，两国于1942年1月28日断交。1945年2月7日，巴拉圭对日本宣战。1951年9月8日，旧金山和约签订，日本与巴拉圭均参与签订了合约，后日本于1951年11月28日批准该和约，两国于1953年1月15日复交。日本是首个与巴拉圭建交的亚洲国家，巴拉圭目前与日本保持密切的经济合作关系。日本是巴拉圭最大援助国。在巴有日侨约7000人。2010年1月，巴拉圭外长拉科戈纳塔赴日本东京出席第四届东亚—拉美论坛外长会议并访问日本。2011年3月日本东北部发生特大地震灾害后，巴政府向日提供援助。6月，日本外相松本刚明访巴，双方签署《粮食安全合作协议》。8月，日本向巴提供1900万美元援助，用于为偏远地区修建饮用水等公共设施。2014年6月，巴总统卡特斯访日，与日本首相安倍晋三举行会谈并签署援助协议。2018年12月，日本首相安倍晋三访问巴拉圭。

### 與中華民國關係
自乌拉圭於1988年2月4日與中華民國斷交後，巴拉圭是南美洲唯一与中華民國拥有外交关系的国家，也是中華民國目前12個友邦中面積最大者（人口最多者是危地马拉），而中華民國則是继日本之后，第二个与巴拉圭建交的亚洲国家。雙方是於1957年7月8日締結邦交。1988年7月，中華民國政府在東方市設立總領事館。兩國合作關係密切友好，巴拉圭對中華民國參與國際事務活動向來堅定支持，截至2018年，每年联合国大会總辯論時都明確為中華民國執言；然而在2019年所罗门群岛、基里巴斯斷交後，巴拉圭未曾於聯大為中華民國發聲。中華民國政府多年來支持巴拉圭政府興建貧民住宅計畫，完成之貧民住宅已经遍佈全國各省；2016年蔡英文政府延續了2007年陳水扁政府與當時巴拉圭政府達成的承諾，資助新臺幣約23億金援巴拉圭的貧民住宅計劃。

### 與中華人民共和國關係
两国目前无外交关系，巴拉圭是目前世界上少数不承认中华人民共和国的国家之一。但雙方保持經貿關係。据中國海關總署的统计，2022年雙邊贸易总额为19.79亿美元，其中中方出口额18.95亿美元，进口额0.84亿美元，同比分别增长8％、6.5％和55.8％。目前中华人民共和国对巴拉圭的相关事务由巴西的中国驻圣保罗总领事馆兼辖。巴拉圭目前通過其驻韓國大使馆兼辖对中国大陆相关事务，对香港和澳門的相关事务则由巴拉圭驻日本大使馆兼辖。

## 地理
巴拉圭全國面積為406,752平方公里，恰巧位於南美洲的中心地帶。雖然巴拉圭為內陸國家，但巴拉圭河從北到南貫通國土中央，為國家經濟及交通運輸起了重要作用。巴拉圭河將該國分為東西兩部份。西半部是廈谷地區（Chaco），面積約247,000平方公里，佔全國總面積61%，這個區域是大片草原，與鄰國阿根廷、巴西、玻利維亞的草原地區構成大廈谷大草原。
東半部則以起伏的地形著稱，在一些河川下游區域多沼泽地及肥沃土地，並提供林業、農業與牛隻養殖業的優良環境。
氣候方面，巴拉圭屬副热带湿润气候，年平均氣溫為24.5℃，夏季為每年10月至翌年3月底，平均氣溫達31℃，但偶爾會有幾天超過40℃。冬季從6月至8月，平均氣溫在14.5℃左右。在伊泰普省及上巴拉那省等地區或會在夜間時低於攝氏零度。

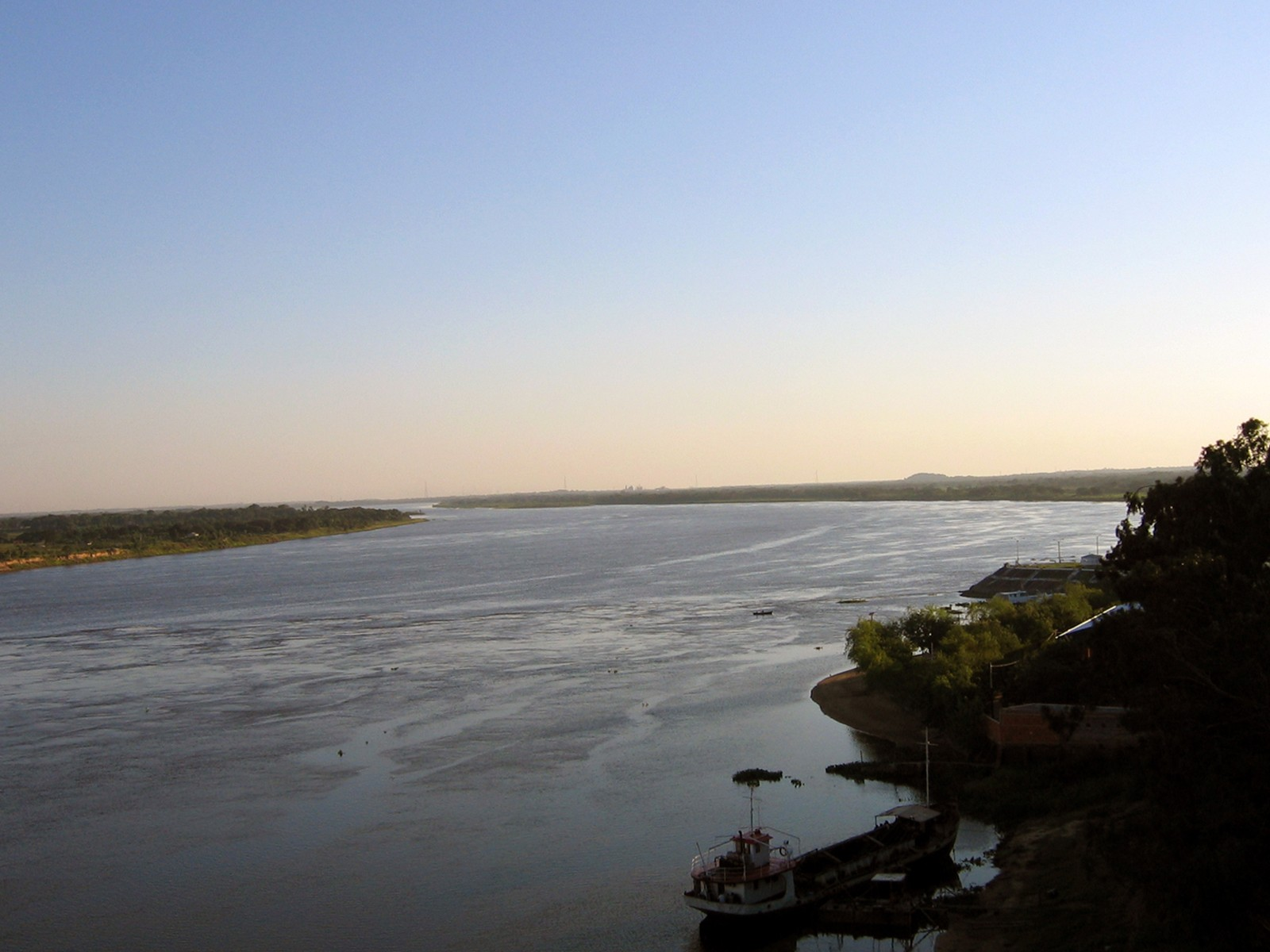
巴拉圭河一景
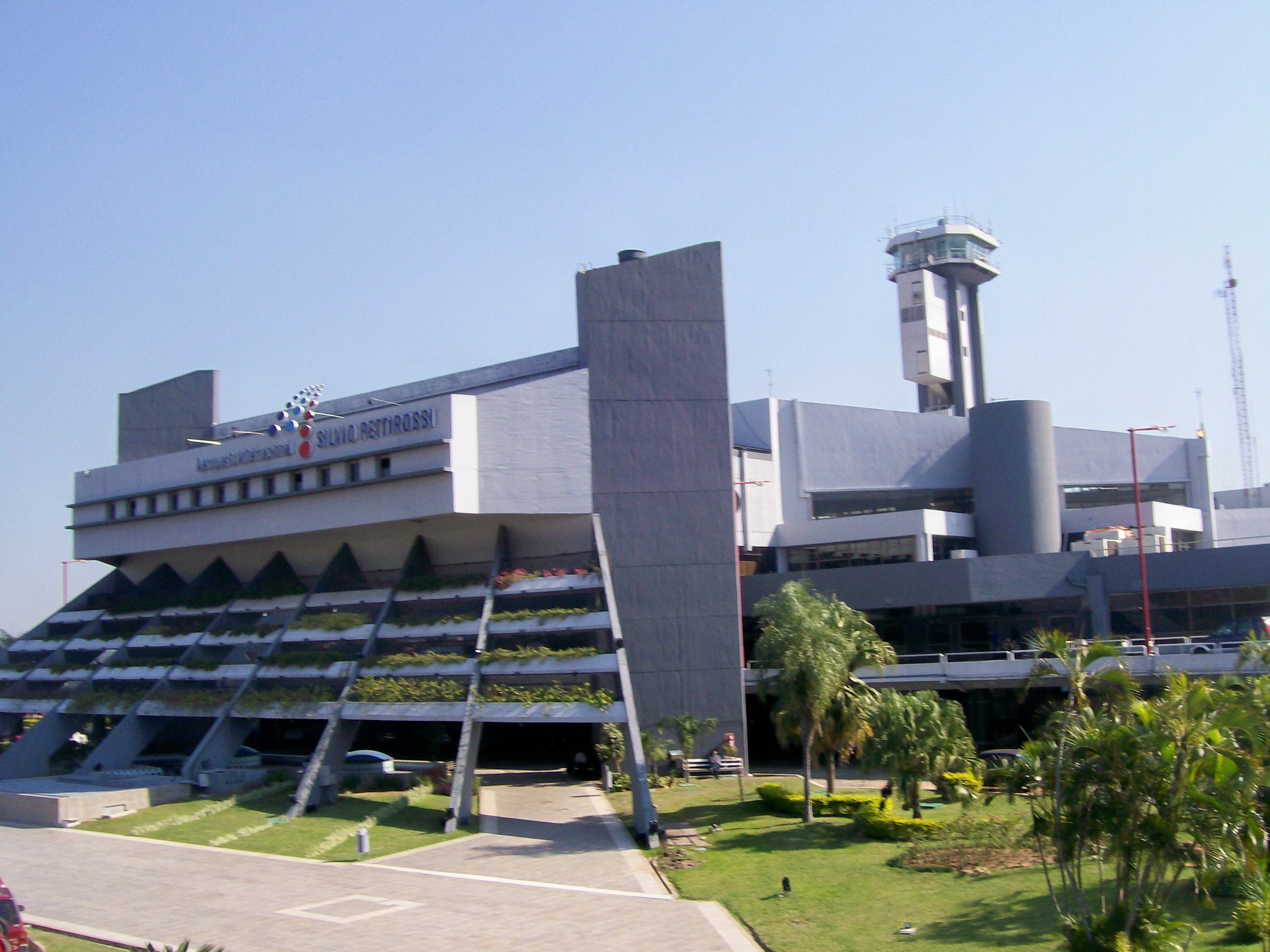
盧克的西爾維奧·佩蒂羅西國際機場
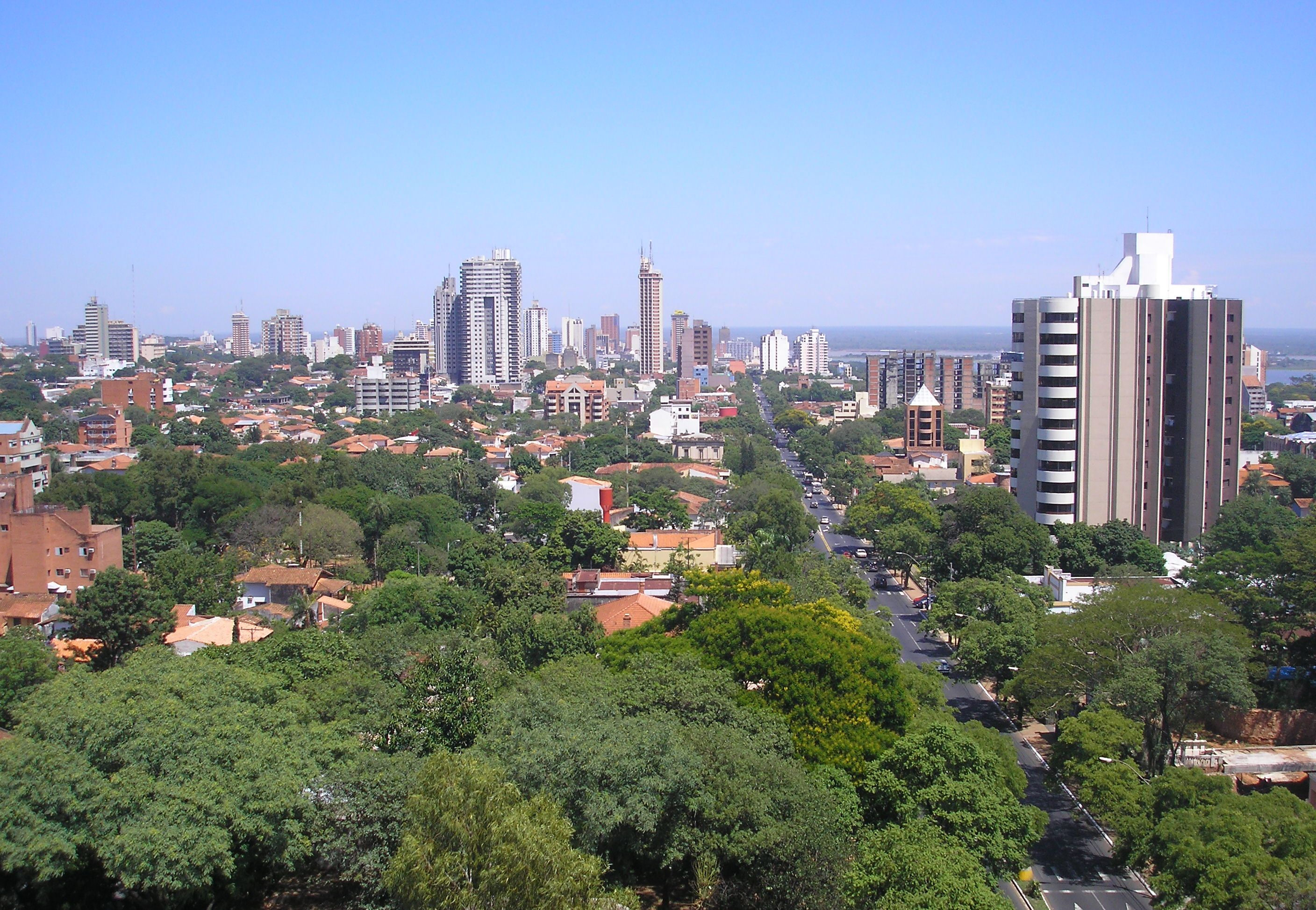
亞松森
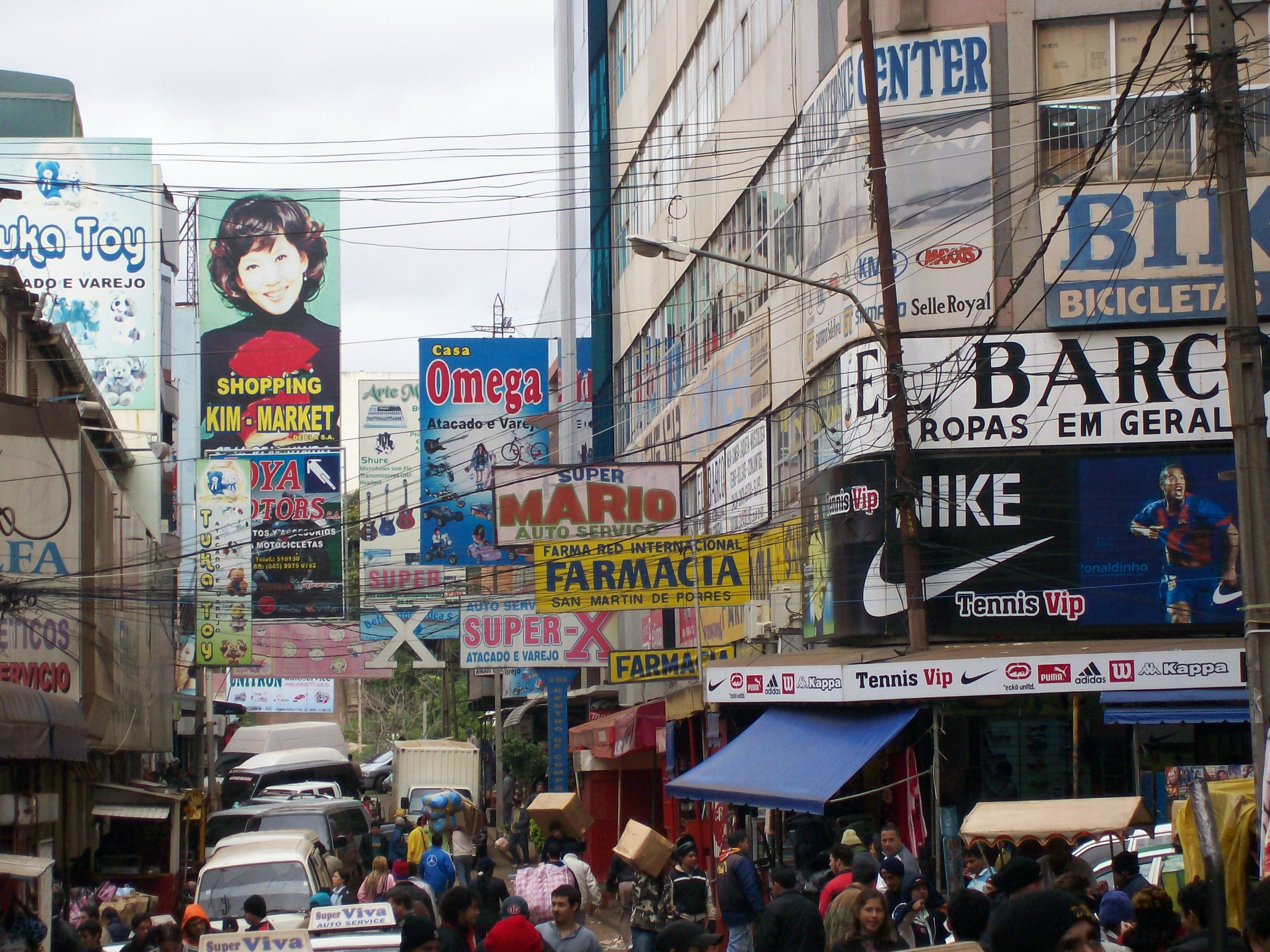
東方市
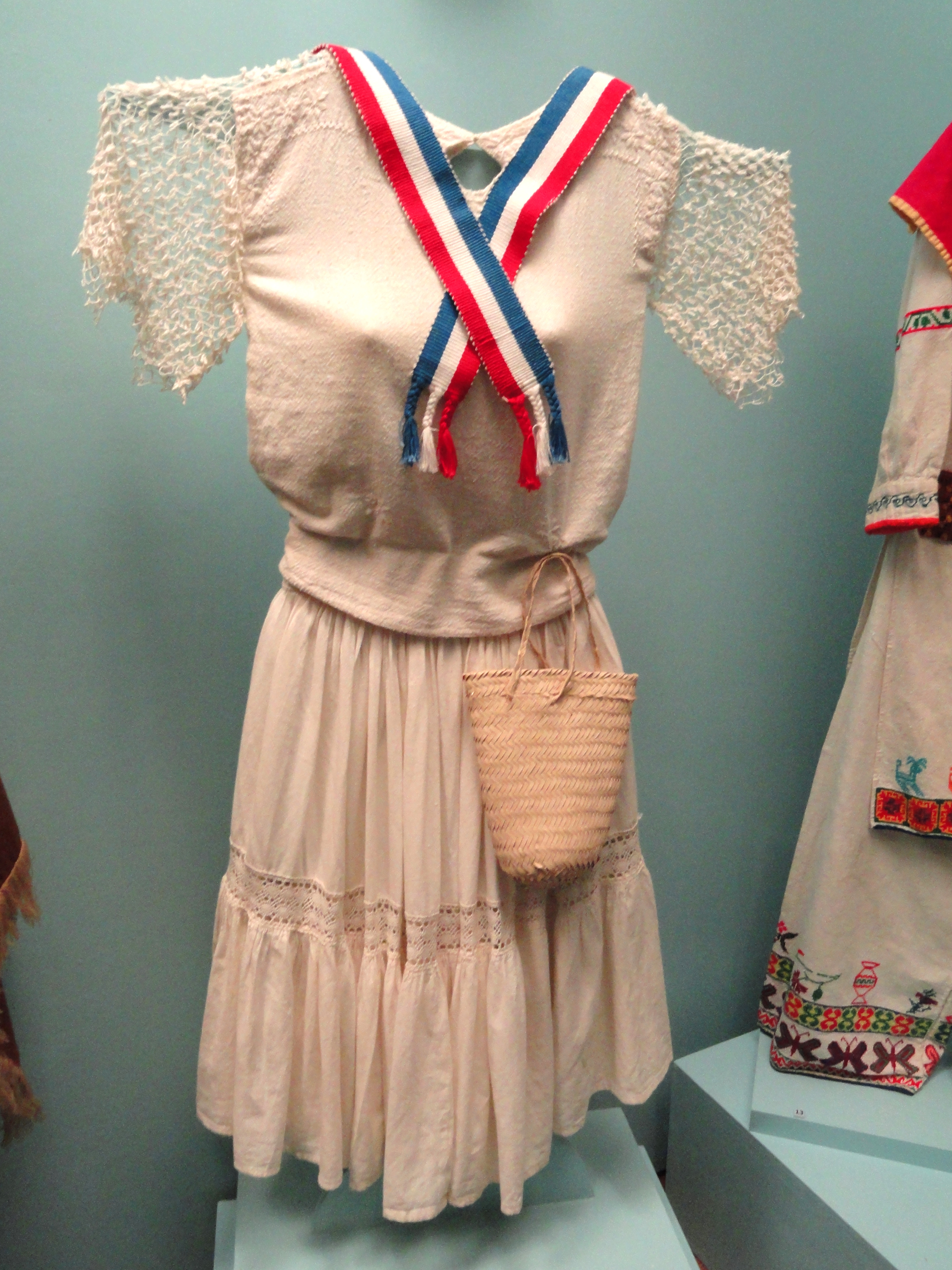
民族服飾
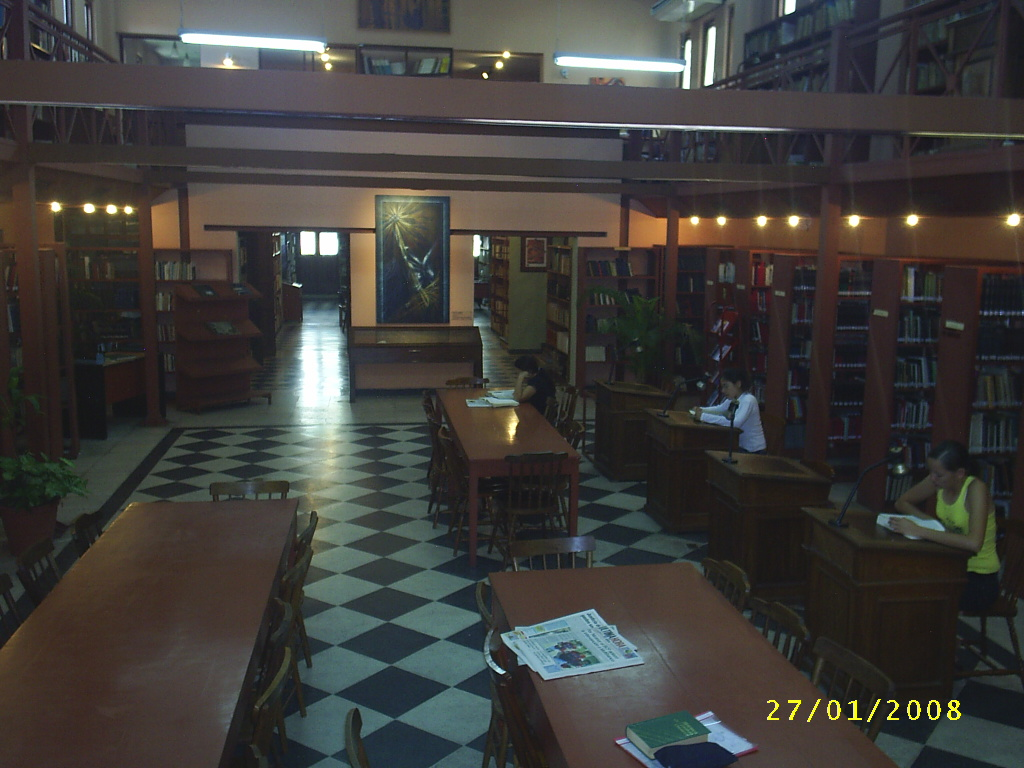
Manzana圖書館
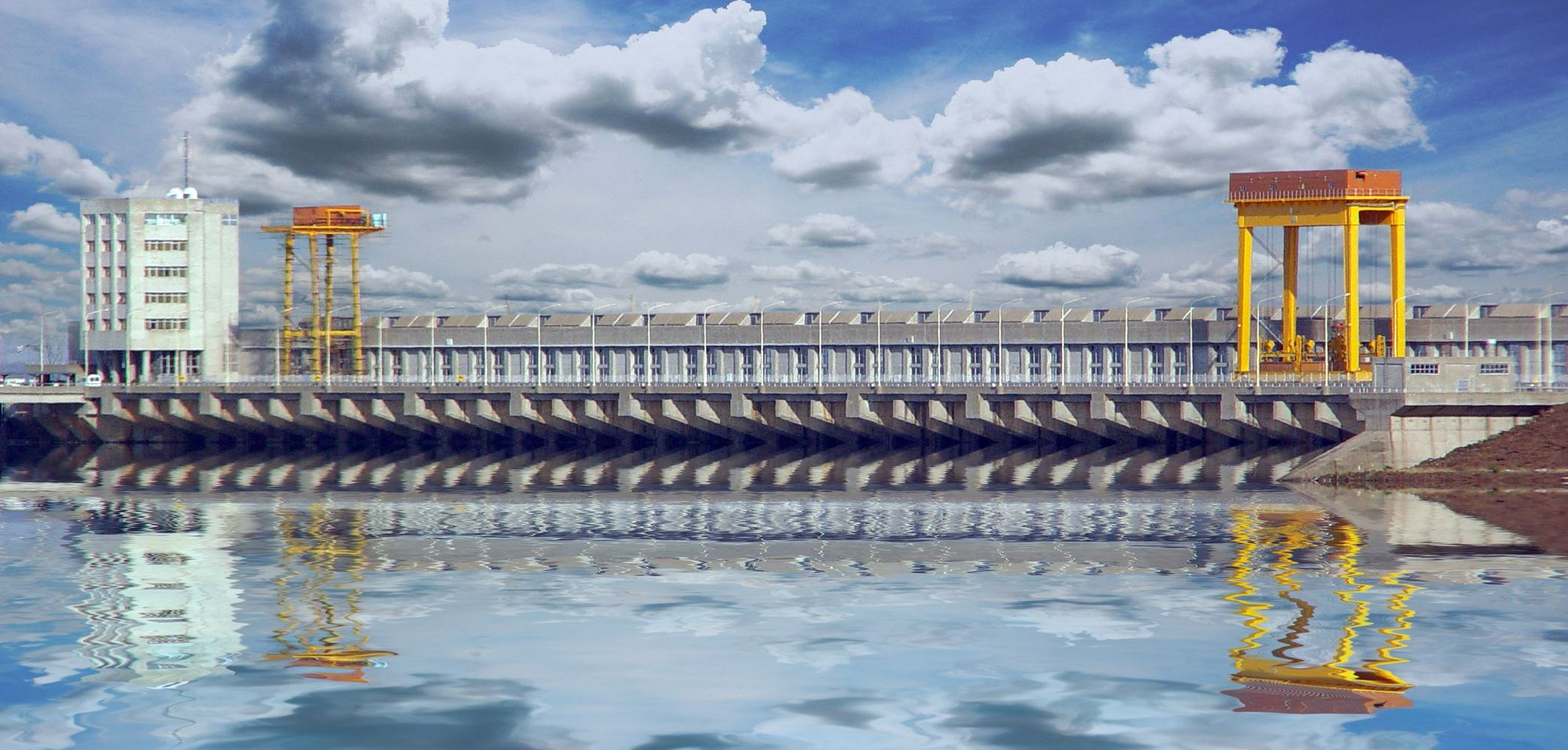
亞西雷塔水壩

## 行政區劃
巴拉圭劃分為17個省。而首都亞松森則被設為首都特別區（西班牙語：Districto capital）。

### 重要城市
- 亞松森——巴拉圭首都及最大城市。
- 東方市——巴拉圭第二大城市，位於該國東南邊境，與阿根廷及巴西邊境為鄰的重要商業城市，亦為南美洲知名的亞裔及阿拉伯僑民聚集地。

## 交通

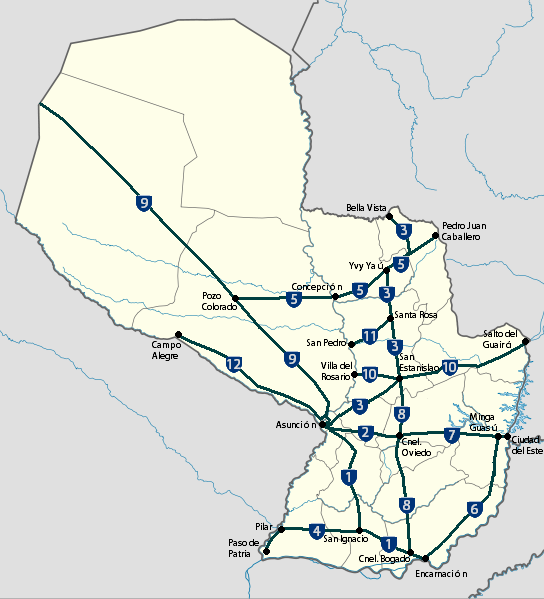
巴拉圭國道

## 人口

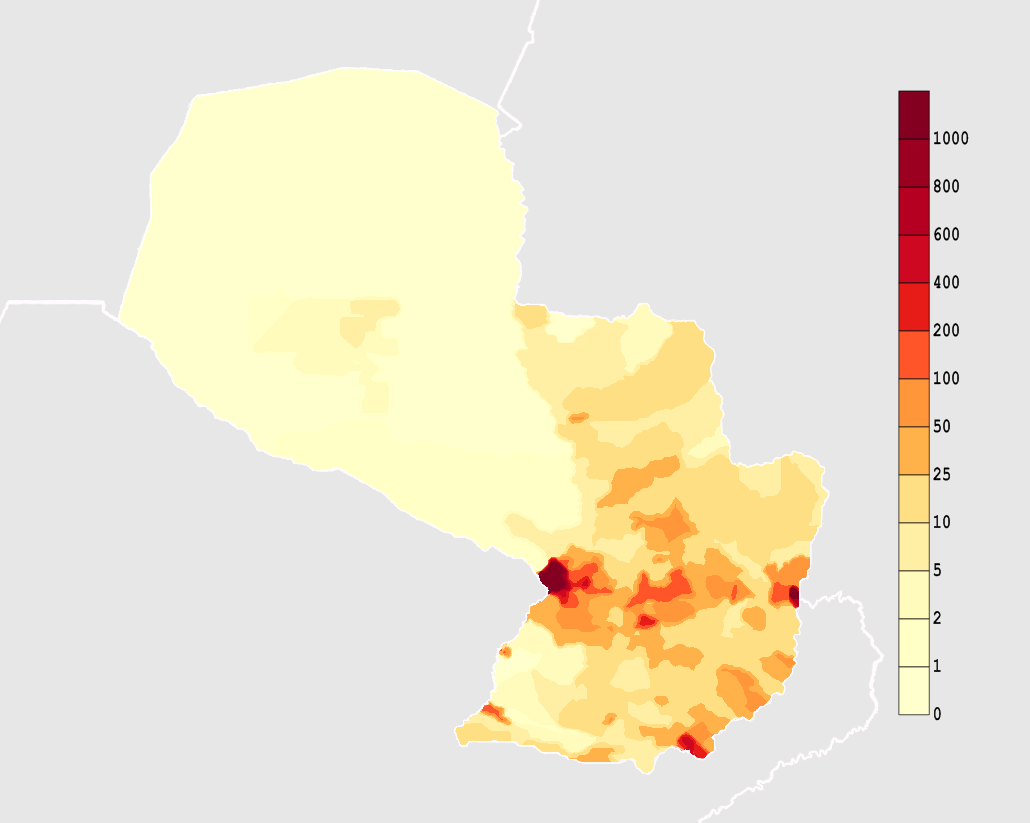
巴拉圭人口密度（每平方公里）

巴拉圭全國約七百萬人口中，有接近97%集中聚居在東半部。只有約2至3%的人口居住在廣大的西部恰可地區。而全國51%人口都住在城市，其中首都亞松森佔全國人口11.2%。自1970年代以來，來自日本、韓國及台灣的東亞移民，及來自西亞、巴西等地的移民，為該國的經濟注入力量。
與眾多拉丁美洲國家一樣，巴拉圭由於曾經長期受西班牙殖民統治，故有近95%人口為麥士蒂索人（印歐混血兒），主要是西班牙人和當地瓜拉尼族人混合而生的後裔。
大多數人口信奉天主教，亦有少數是門諾宗教徒（集中於北部廈谷（Chaco）地區，以農牧為生）或基督新教教徒。

## 经济

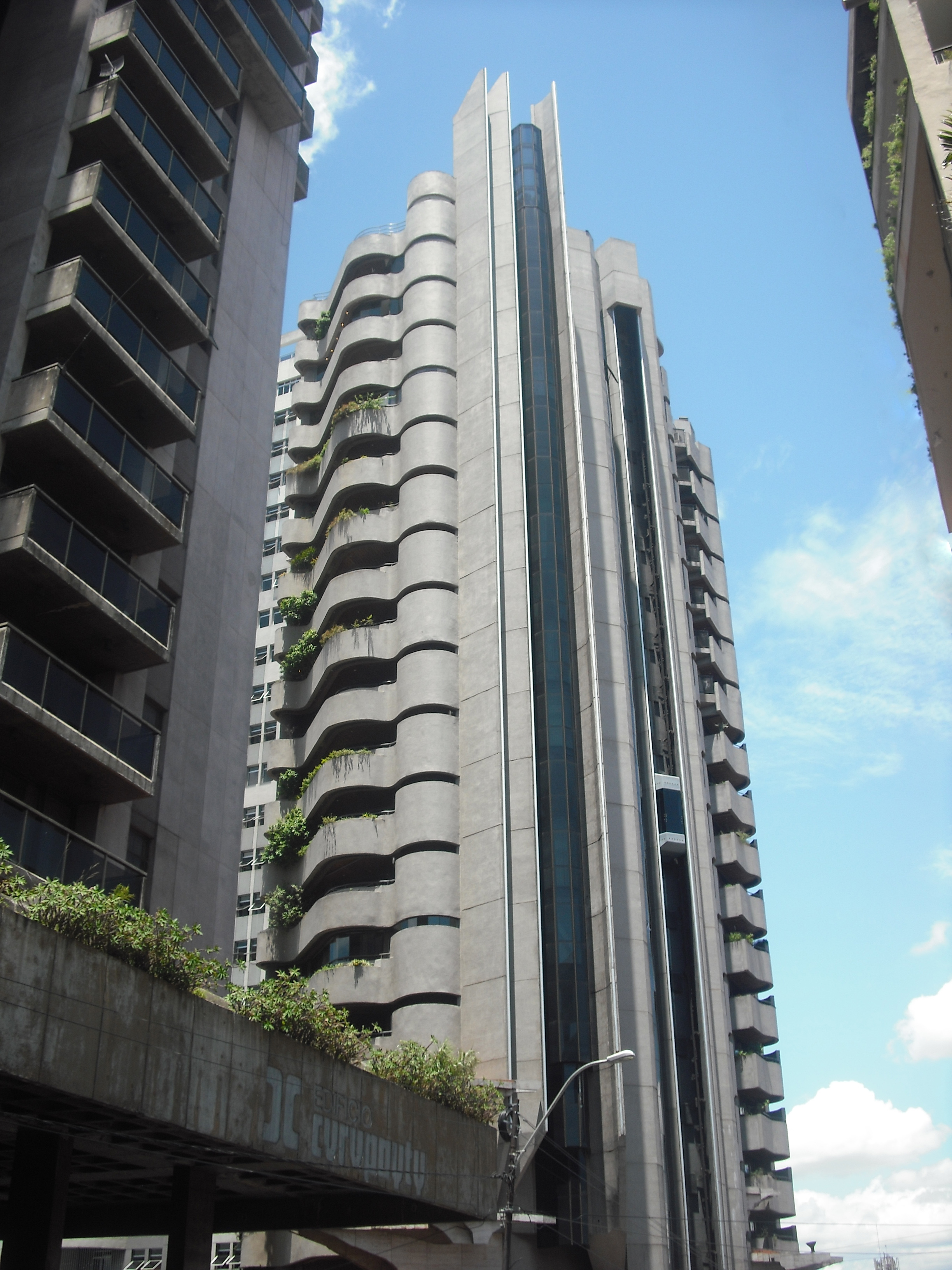
亚松森的高层住宅楼

内陆国巴拉圭有一个庞大的非正规因素分化市场经济，把进口消费品转口到周边国家，包括数以千计的微型企业和城市摊贩的交易。1970到2009年以每年7.2％的平均增长率成为经济增长最快的南美国家。该国还拥有世界上第三大自由商业区：「東方市」，紧随迈阿密和香港之后。
另一个占人口很大比例特别是在农村地区，是来自农业活动的經濟，常常在生活的基础。由于非正规因素占经济的重要成分高，准确的经济数据很难获得。按人均计算，实际收入在1980年的水準停滞不前。在2003年和2008年之间巴拉圭经济快速增长，世界商品需求增长与高价格和有利的天气相结合，支持巴拉圭的商品扩大出口。巴拉圭是世界第六大大豆生产国。2008年遭受旱灾，在全球经济衰退之前就开始农产品出口减少和经济放缓。
在2010年，巴拉圭目前正在进行该区域最大的经济扩张，也是南美洲最快的，达到14.5％的国内生产总值增长率。

## 文化
巴拉圭的官方語言為瓜拉尼語及西班牙語。
巴拉圭節慶通常跟天主教有著密切關係。以下是巴拉圭的公眾假期表：
| 日期        | 節假日名稱                 | 當地名稱 | 備考                                    |
| ----------- | -------------------------- | -------- | --------------------------------------- |
| 1月1日      | 元旦                       |          | -                                       |
| 1月6日      | 主显节                     |          | 天主教傳統節日                          |
| 2月3日      | 聖布拉斯                   |          | 天主教傳統節日/纪念主保圣人瞻礼         |
| 3月1日      | 英雄紀念日                 |          | -                                       |
| 5月1日      | 國際勞動節                 |          | -                                       |
| 8月14日     | 國旗日                     |          | -                                       |
| 5月14、15日 | 獨立日                     |          | 紀念1811年5月15日巴拉圭獨立             |
| 6月12日     | 巴拉圭大廈谷戰爭停战纪念日 |          | 纪念大廈谷戰爭停战                      |
| 8月15日     | 亞松森建城紀念日           |          | 紀念首都亞松森於1537年8月15日始建       |
| 8月16日     | 兒童節                     |          | 當天小學學生不用上課                    |
| 9月29日     | Boqueron Battle Day        |          | -                                       |
| 12月8日     | 聖母無染原罪節             |          | 天主教传统节日/纪念聖母無染原罪伟大奥迹 |
| 12月25日    | 圣诞节                     |          | 天主教传统节日/紀念耶穌降生             |

## 外部連結
- 旅游巴拉圭 （西班牙文）
- 巴拉圭觀光局官方網站 （页面存档备份，存于） （西班牙文）
- CIA World Fact Book/Paraguay （页面存档备份，存于） （英文）
- 中的“巴拉圭” （英文）
- 維基媒體的巴拉圭地圖集  （英文）
- 维基导游上有關巴拉圭的旅行指南

25°16′S 57°40′W / 25.267°S 57.667°W